# アティーナ
アティーナ（伊: Atina）は、イタリア共和国ラツィオ州フロジノーネ県にある、人口約4,100人の基礎自治体（コムーネ）。

## 地理

### 位置・広がり
フロジノーネ県の東部に位置するコムーネ。カッシーノから北へ15km、県都フロジノーネから東へ38km、ナポリから北北西へ94km、ローマから東南東へ113kmの距離にある。

#### 隣接コムーネ
隣接するコムーネは以下の通り。
- アルヴィート
- ベルモンテ・カステッロ
- カザラッティコ
- カザルヴィエーリ
- ガッリナーロ
- ピチニスコ
- テレッレ
- ヴィッラ・ラティーナ

### 気候分類・地震分類
アティーナにおけるイタリアの気候分類 (it) および度日は、zona E, 2127 GGである。
また、イタリアの地震リスク階級 (it) では、zona 1 (sismicità alta) に分類される。

## 行政

### 山岳部共同体
広域行政組織である山岳部共同体「ヴァッレ・ディ・コミーノ山岳部共同体」 (it:Comunità montana Valle di Comino) の事務所所在地である。

### 分離集落
アティーナには以下の分離集落（フラツィオーネ）がある。
- Capo di China, Colle Alto, Colle Melfa, Le Sode, Piè delle Piagge, Ponte Melfa, Rosanisco, Sabina, San Marciano, Settignano